# Qui sine peccato est, primum in illam lapidem mittat
 Qui sine peccato est, primum in illam lapidem mittat  лат.(изговор: кви сине пекато ест примум ин илам лапидем митат.) Ко је без гријеха, нека се први баци каменом на њу. (Исус)

## Поријекло изреке
По Јеванђељу по Јовану , 8:7, Исус је рекао гомили која се спремала да каменује прељубницу: „ Ко је (од вас) без гријеха, нека се баци каменом на њу“. Послије тих ријечи сви су се разишли, а несрећницу је Исус пустио на слободу, уз савијет да више не гријеши.

## Значење
Постоји ли човјек без гријеха? Замислимо се! Лако је судити, тешко је праштати и тако васпитати, а то је тек људски.